# Stanisław Siciński (zm. 1681)
Stanisław Siciński herbu Prawdzic (zm. w 1681 roku) – sędzia ziemski przemyski w latach 1670–1680, podsędek przemyski w latach 1661–1669, pisarz grodzki przemyski w latach 1651–1661, sędzia kapturowy ziemi przemyskiej w 1668 roku i w 1673 roku, pułkownik przemyski w 1669 roku.
Poseł sejmiku wiszeńskiego na sejm 1664/1665 roku, drugi sejm 1666 roku, sejm nadzwyczajny 1668 roku. 
Poseł na sejm 1677 roku z ziemi przemyskiej.
Podpisał pacta conventa Michała Korybuta Wiśniowieckiego w 1669 roku. Był członkiem konfederacji gołąbskiej 1672 roku.  Poseł sejmiku wiszeńskiego województwa ruskiego z ziemi przemyskiej na sejm koronacyjny 1676 roku i sejm 1677 roku.